# Braunsia analis
Braunsia analis är en stekelart som beskrevs av Joseph Kriechbaumer 1894. Braunsia analis ingår i släktet Braunsia och familjen bracksteklar. Inga underarter finns listade.